# Neunkirchen, Baden-Württemberg
Neunkirchen är en kommun och ort i Neckar-Odenwald-Kreis i regionen Rhein-Neckar i Regierungsbezirk Karlsruhe i förbundslandet Baden-Württemberg i Tyskland.
Kommunen ingår i kommunalförbundet Kleiner Odenwald tillsammans med kommunerna Aglasterhausen och Schwarzach.